# The Flame's Daughter
The Flame's Daughter (chino: 烈火如歌; también conocida como "Lie Huo Ru Ge"), es una serie de televisión china transmitida desde el 1 de marzo del 2018 hasta el 5 de abril del 2018 por medio de Youku. La serie está basada en la novela "Lie Huo Ru Ge" de Ming Xiaoxi.

## Sinopsis
La historia se centra en la animada y apasionada Lie Ruge, heredera de una gran finca, y su amor enredado con tres hombres en su vida: Zhan Feng, su primer amor y un hombre fuerte y gentil que luego de ser engañado por An Yeluo se vuelve en una persona fría y arrogante; Yin Xue, quien entra en una vida de inmortalidad solo por la oportunidad de encontrarla de nuevo, sin embargo, está maldecido con un amor no correspondido para siempre y Yu Zihan, un hombre amable, cariñoso y con una discapacidad que eventualmente pierde la mayor parte de sus sentidos.

## Reparto

### Personajes principales
| Actor            | Personaje                    | Nº de episodios | Notas |
| ---------------- | ---------------------------- | --------------- | --- |
| Dilraba Dilmurat | Lie Ruge / An Ye Ming        | 52              | Es la Heredera de Liehuo Pavilion. Aunque no posee fuertes artes marciales y le faltan experiencias mundanas, su personalidad amable y brillante la hace ser amada por todos. Después de pasar y sufrir por varias situaciones logra "renacer", y es capaz de eliminar la maldición que había sido puesta sobre ella desde que era pequeña que le impedía mejorar sus artes marciales. |
| Vin Zhang        | Zhan Feng                    | -               | Es el discípulo más antiguo de Liehuo Pavilion. Fue adoptado por Zhan Feitian, y es el hijo biológico de Lie Mingjing. Es un hombre reservado pero gentil. Cuando era pequeño hace un pacto con su amiga y amante de la infancia Lie Ruge de estar juntos para siempre, sin embargo su relación se arruina cuando es engañado por An Yeluo, quien le hace creer que el padre de Lie Ruge había matado a su padre, por lo que se convierte en un hombre frío y vengativo. Sin embargo después de descubrir la verdad su personalidad cambia y se une a Liu Ruge, Yin Xue y Yu Zhihan para derrotar a An Yeluo. |
| Vic Chou         | Yin Xue                      | -               | Es un hombre misterioso y experto de otro mundo, que posee artes marciales altamente calificadas y múltiples identidades. Está enamorado de Lie Ruge, sin embargo su amor no es correspondido. |
| Wayne Liu        | Yu Zihan / Príncipe Jingyuan | -               | Es el séptimo príncipe del palacio, es un hombre tranquilo, intuitivo y gentil. Cuando era pequeño fue herido, debido a las planes políticos, por lo que perdió tanto su capacidad auditiva como su capacidad de caminar, por lo que está en una silla de ruedas. Decidido a alejarse del palacio decide mudarse a Liehuo Pavilion donde se convierte en el segundo discípulo. Yu Zihan se hace amigo de Lie Ruge, a quien le es leal y protege de los peligros. |

### Personajes secundarios

#### Gente de Liehuo Pavilion
| Actor          | Personaje     | Nº de episodios | Notas |
| -------------- | ------------- | --------------- | --- |
| Xiao Rongsheng | Lie Mingjing  | -               | Es el jefe de Liehuo Pavilion, y el padre biológico de Zhan Feng y adoptivo de Lie Ruge. Más tarde es asesinado. |
| Chen Yelin     | Ji Jinglei    | -               | Es el tercer discípulo de Liehuo Pavilion, es leal a Zhan Feng y está enamorado de Xunyi, de la secta Pili. |
| Fan Yining     | Yi Lang       | -               | Es el jefe de Zhihuo Hall. Es un hombre frío y torpe, pero de buen corazón. Trata a Lie Mingjing como si fuera su padrino, pero su lealtad está con Zhan Feitian, el padre biológico de Lie Ruge. |
| Jin Bohan      | Yingyi        | -               | Una ex-cortesana que es traída a Liehuo Pavilion por Zhan Feng. Está enamorada de él, aunque el no le corresponde, ya que aún está enamorado de Lie Ruge. Celosa de ella constantemente le ocasiona problemas y cuando está frente a Zhan Feng pretende ser una mujer débil, pero en realidad sabe artes marciales. |
| Li Dongheng    | Zhongli Wulei | -               | Es el jefe de Qinglong Hall. |
| Chen Kai       | Murong Yizhao | -               | Es el jefe de Jinhuo Hall. |
| Chen Yue       | -             | -               | Es el jefe de Ling Hall. |
| Yuan Yuxuan    | Dieyi         | -               | Es la asistente personal de Lie Ruge. |
| Fang Xieyue    | Madame Huang  | -               | |

#### Palacio Anhe
| Actor      | Personaje | Nº de episodios | Notas |
| ---------- | --------- | --------------- | --- |
| Lai Yi     | An Yeluo  | -               | Es el propietario del Palacio Anhe, un hombre altamente calificado y poderoso. Es persistente y sincero con el amor, sin embargo cuando sus sentimientos no son correspondidos se convierte en un hombre frío y vengativo dispuesto a hacer que todos sufran junto con él. |
| Gong Beibi | An Yejue  | -               | Es la tercera discípula del Palacio Anhe. Es una mujer traicionera y caprichosa, que sólo escucha a su hermano mayor An Yeluo. Yejue se hace pasar como la segunda amante de la secta Pili.                                                                                |
| -          | An Yeming | -               | Es la primera discípula del Palacio Anhe y la madre de Lie Ruge. |

#### Ciudad Wu Dao
| Actor    | Personaje    | Nº de episodios | Notas |
| -------- | ------------ | --------------- | --- |
| Qi Hang  | Dao Wuxia    | -               | Es el Primer Maestro de Wu Dao City. |
| Gao Yang | Dao Wuhen    | -               | Es el Segundo Maestro de Wu Dao City. |
| Dai Si   | Dao Liexiang | -               | Es una joven amante de la ciudad de Wu Dao, amable y de buen corazón, que defiende la justicia. Aunque al inicio discute con Lei Jinghong de la secta Pili, luego se enamora de él. |

#### Secta Pili
| Actor                 | Personaje    | N.º de episodios | Notas |
| --------------------- | ------------ | ---------------- | --- |
| Chen Xuming           | Lei Hentian  | -                | Es el líder de la Secta Pili. |
| Ryan Zhang (Zhang He) | Lei Jinghong | -                | Es un joven maestro de la secta Pili, así como un hombre temerario e imprudente que no tiene miedo de nada. Aunque al inicio discute con Dao Liexiang de la ciudad Wu Dao, luego se enamora de ella. |
| Ma Mengwei            | Xunyi        | -                | Es la encargada principal de Liehuo Pavilion. Su verdadera identidad es la de ser una joven amante de la secta y la hermana perdida de Lei Jinghong.                                                 |

#### Burdel Pin Hua
| Actor          | Personaje   | Nº de episodios | Notas |
| -------------- | ----------- | --------------- | --- |
| He Shimin      | Bi'er       | -               | Una criada en el prostíbulo, cuya identidad es la del ex-tercer jefe de Qing Long Hall. Es la confidente de Lie Mingjing.                |
| He Suo         | You Qinhong | -               | Es la discípula de Yin Xue y una experta jugadora de Qin.                                                                                |
| Wan Meixi      | Madre Hua   | -               | Es la gerente del burdel Pin Hua. |
| Wu Peirou      | Feng Xixi   | -               | Es una cortesana del burdel. Durante la estadía de Lie Ruge fue su asistente.                                                            |
| Long Zhengxuan | Feng Huang  | -               | Es una cortesana del burdel. |
| Luo Siwei      | Xiang'er    | -               | Es la asistente personal de Feng Huang, después de que Dao Wuxia la llevará a la Ciudad de Wu Dao se convierte en su asistente personal. |

#### Gente en el Palacio
| Actor        | Personaje          | Nº de episodios | Notas                                                      |
| ------------ | ------------------ | --------------- | ---------------------------------------------------------- |
| Shao Feng    | -                  | -               | Es el Emperador del palacio.                               |
| Li Guangxu   | Príncipe Jingyang  | -               | Es el segundo príncipe del palacio.                        |
| Wang Renjun  | Príncipe Jingxian  | -               | Es el quinto príncipe del palacio.                         |
| Fang Gongmin | Prime Ministro Liu | -               | Es el ayudante del príncipe Jingyang.                      |
| Yan Jingjie  | Xuan Huang         | -               | Es uno de los guardaespaldas personales de Yu Zihan.       |
| Sun Xiaolun  | Huang Zong         | -               | Es uno de los guardaespaldas personales de Yu Zihan.       |
| Qiu Bo       | Chi Zhang          | -               | Es el asistente personal de Yu Zihan y un sanador experto. |

#### Otros
| Actor       | Personaje             | N.º de episodios | Notas                                                                             |
| ----------- | --------------------- | ---------------- | --------------------------------------------------------------------------------- |
| Wang Lu     | Zhan Feitian          | -                | Es un guerrero que juró seguir a Lie Mingjing. Es el padre biológico de Lie Ruge. |
| Wang Gang   | Xie Houyou            | -                | Es el jefe de Duanlei Pavilion.                                                   |
| Wu Tong     | Cao Renqiu            | -                | Es el discípulo y yerno de Xie Houyou.                                            |
| Shiyue Anxi | Xie Xiaofeng          | -                | Es el hijo de Cao Renqiu.                                                         |
| Xu Min      | Gran Maestro Piaomiao | -                | Es el maestro de Yin Xue.                                                         |
| Zhou Qi     | -                     | -                | Es el hermano mayor de Yin Xue.                                                   |

## Música
El Soundtrack de la serie estuvo conformada por 5 canciones.
La canción de inicio es "Ru Ge" cantado por Zhang Jie, mientras que la canción de cierre es "Yu Huo Cheng Shi" interpretada por Dilraba Dilmurat y Mao Buyi.
| No. | Artista (as)                | Canción                        | Letra       | Música      |
| --- | --------------------------- | ------------------------------ | ----------- | ----------- |
| 1   | Zhang Jie                   | "Ru Ge" (如歌)                 | Dan Sisi    | Tan Xuan    |
| 2   | Dilraba Dilmurat y Mao Buyi | "Yu Huo Cheng Shi" (浴火成诗)  | Dan Sisi    | Tan Xuan    |
| 3   | Zhang Bichen                | "Listening Snow" (听雪)        | Liu Yang    | Tan Xuan    |
| 4   | Meng Zikun                  | "Song of Rhapsodia" (晚楓歌)"  | Liu Yang    | Lu Hu       |
| 5   | Wayne Liu                   | "Incredulous Laugh" (一笑荒唐) | Wu Jianming | Wu Jianming |

## Premios y nominaciones
| Año  | Categoría                               | Premio                           | Nominada         | Resultado |
| ---- | --------------------------------------- | -------------------------------- | ---------------- | --------- |
| 2018 | Golden Eagle Goddess (Favorite Actress) | 29th China TV Golden Eagle Award | Dilraba Dilmurat | Ganó      |

## Producción
La serie contó con el director Liang Shengquan (quien trabajó en series como Swords of Legends y The Mystic Nine) y con el escritor Mobao Feibao (quien adaptó las series Scarlet Heart y My Sunshine).
Fue producida por el mismo equipo que se encargó de la serie "Eternal Love", que consistió en el productor Gao Shen, con Zhang Shuping como el director de estilo y con Chen Haozhong como el director artístico. Adicionalmente los actores Dilraba Dilmurat, Vin Zhang y Wayne Liu junto con Lion Lai, Dai Si y Ryan Zhang volvieron a trabajar juntos.
El diseñador de vestuario Ru Meiqi y el director de maquillaje Su Yongzhi, también se unieron al equipo de producción, el cual también contó con el apoyo de las compañías productoras "Jay Walk Studio", "SMG Pictures", "Perfect World Pictures" y "Mandala Media".
El rodaje de la serie comenzó el 30 de marzo del 2017 en "Xiangshan Movie & Television Town" y terminó el 26 de junio del mismo año. El set de rodaje fue abierto para los fanes y los medios de comunicación el 8 de mayo del 2017.